# Transformers: Poslední rytíř
Transformers: Poslední rytíř (v anglickém originále Transformers: The Last Knight) je akční film z roku 2017, který natočil režisér Michael Bay. Jde o pátý film filmové série Transformers. Ve filmu hráli Mark Wahlberg, Josh Duhamel, John Turturro, Glenn Morshower, Stanley Tucci, Laura Haddock a Anthony Hopkins. Transformery dabovali například Steve Buscemi, Peter Cullen a John Goodman.
Snímek měl premiéru dne 18. června 2017 v londýnském kině Odeon Leicester Square. Do amerických kin byl uveden 21. června 2017 společností Paramount Pictures, a to ve formátech 2D, 3D a IMAX 3D.
Spin-off s názvem Bumblebee: The Movie byla vydána 21. prosince 2018

## Obsazení

### Lidé
- Mark Wahlberg jako Cade Yeager
- Josh Duhamel jako William Lennox
- Stanley Tucci jako Merlin[6][7]
- Anthony Hopkins jako Sir Edmund Burton[8][9][10]
- Laura Haddock jako Viviane Wembly[11][12][13]
- Isabela Moner jako Izabella[14][15]
- Jerrod Carmichael jako Jimmy[16]
- Santiago Cabrera jako Santos[17][18][12][19]
- John Turturro jako Seymour Simmons[20]
- Glenn Morshower jako generál Morshower
- Liam Garrigan jako Král Artuš[21]

### Transformeři

#### Autoboti
- Peter Cullen namluvil Optima Prima[22]
- Erik Aadahl namluvil Bumblebeeho[23][24]
- Jim Carter namluvil Cogmana[25][26][27][28][29]
- Omar Sy namluvil Hot Roda[30][25][31]
- Ken Watanabe namluvil Drifta[32]
- John Goodman namluvil Hounda[33]
- John DiMaggio namluvil Crosshairse[34]
- Reno Wilson namluvil Sqweekse[35]
- Tom Kenny namluvil Wheelieho[36]
- Steve Buscemi namluvil Daytradera
- Steven Barr namluvil Topspina
- Mark Ryan namluvil "Bulldoga"[37]

#### Dinoboti
- Grimlock jako vůdce Dinobotů[12]
- Slug[38]
- Mini-Dinoboti jako malé verze Grimlock, Slug a Strafe[39]

#### Deceptikoni
- Frank Welker namluvil Megatrona[40][41]
- John DiMaggio namluvil Nitro Zeuse[42]
- Jess Harnell namluvil Barricada[43]
- Reno Wilson namluvil Mohawka[44]
- Dreadbot[45][46]

#### Ostatní
- Gemma Chanová jako Quintessa[47][48]
- Infernocons[47]
- Unicron

## Produkce

### Natáčení

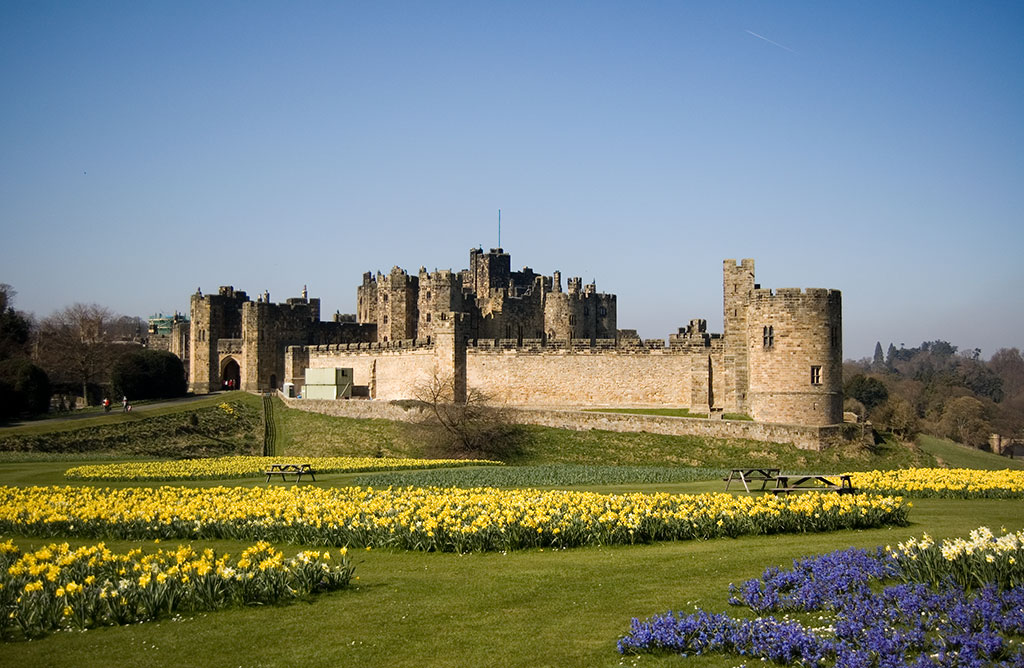
Alnwick Castle v Alnwicku v Northumberlandu

Hlavní natáčení začalo 25. května 2016 v Havaně na Kubě s pár scénami, které pořídil "menší" tým. Skončilo 6. června 2016 ve Phoenixu a 19. června 2016 v Detroitu a Michiganu pod pracovním názvem E75. Natáčelo se například také v Chicagu v Illinois. V Detroitu se pro natáčení používala studia Michigan Motion Pictures Studio, automobilová továrna Packard Automotive Plant, železniční stanice Michigan Central Station, Cafe D'Mongo's Speakeasy či kasíno MGM Grand Detroit. 21. srpna se natáčení přesunulo do Evropy a 22. srpna se začalo natáčet ve Skotsku a Walesu. V Anglii se natáčelo v Severním Yorkshiru, Newcastlu, Northumberlandu, Londýně, Gosportu a Stonehenge. Mezi srpnem a říjnem se natáčení zaměřilo na Irsko a Preikestolen, Trolltung a Atlanterhavsveien v Norsku.
Na začátku září 2016 se natáčelo na hradu Alnwick Castle v Alnwicku v Anglii. Na konci září se natáčení zaměřilo na Gosport a Hampshire a na Royal Navy Submarine Museum. 5. října 2016 se natáčelo v anglikánském kostele St Bartholomew-the-Great v Londýně. Londýnské natáčení bylo ukončeno 27. října 2016. Hlavní natáčení skončilo 4. prosince 2016.

### Vizuální efekty
Jak tomu bylo u předešlých filmů, tak i na vizuálních efektech tohoto filmu pracovalo studio Industrial Light & Magic. Začátkem roku 2016 ukázalo studio Bayovi grafickou úpravu moře a podmořské stanice a nového Transformera s pláštěm.

### Hudba
Hudbu k filmu složil Steve Jablonsky.

## Vydání
Filmová premiéra proběhla 18. června 2017 v londýnském divadle Odeon Leicester Square. Uvedení do amerických kin se mělo uskutečnit 23. června 2017, avšak bylo přesunuto už na 21. červen. Filmový teaser trailer vyšel 5. prosince 2016.

## Ocenění a nominace

### Accolades
| Ocenění                            | Kategorie                                                | Nominovaní                                                  | Výsledek  |
| ---------------------------------- | -------------------------------------------------------- | ----------------------------------------------------------- | --------- |
| Golden Schmoes Awards              | nejhorší film                                            |                                                             | nominace  |
| Golden Trailer Awards              | nejlepší letní velko-rozpočtový film                     |                                                             | nominace  |
| Golden Trailer Awards              | nejlepší televizní spot letního velko-rozpočtového filmu |                                                             | nominace  |
| Golden Trailer Awards              | nejlepší kousek traileru filmu                           |                                                             | nominace  |
| Hawaii Film Critics Society        | nejhorší film                                            |                                                             | vítězství |
| Motion Picture Sound Editors       | nejlepší střih zvuku (film)                              |                                                             | nominace  |
| St. Louis Film Critics Association | nejhorší film                                            |                                                             | nominace  |
| Teen Choice Awards                 | nejlepší akční film                                      |                                                             | nominace  |
| Teen Choice Awards                 | nejlepší letní film                                      |                                                             | nominace  |
| Teen Choice Awards                 | nejlepší letní filmová hvězda: muž                       | Mark Wahlberg                                               | nominace  |
| Teen Choice Awards                 | nejlepší letní filmová hvězda: žena                      | Isabela Moner                                               | nominace  |
| Zlaté maliny                       | nejhorší film                                            |                                                             | nominace  |
| Zlaté maliny                       | nejhorší režie                                           | Michael Bay                                                 | nominace  |
| Zlaté maliny                       | nejhorší scénář                                          |                                                             | nominace  |
| Zlaté maliny                       | nejhorší herec v hlavní roli                             | Mark Wahlberg                                               | nominace  |
| Zlaté maliny                       | nejhorší herec ve vedlejší roli                          | Josh Duhamel                                                | nominace  |
| Zlaté maliny                       | nejhorší herec ve vedlejší roli                          | Anthony Hopkins                                             | nominace  |
| Zlaté maliny                       | nejhorší herečka ve vedlejší roli                        | Laura Haddock                                               | nominace  |
| Zlaté maliny                       | nejhorší filmová dvojice                                 | kterákoliv kombinace dvou herců, dvou robotů a dvou výbuchů | nominace  |
| Zlaté maliny                       | nejhorší prequel, remake, rip-off nebo sequel            | nejhorší prequel, remake, rip-off nebo sequel               | nominace  |
| Zlaté maliny                       | zlatá malina pro film, tak hrozný, že ho milujete        | zlatá malina pro film, tak hrozný, že ho milujete           | nominace  |